# آنجلوس سیکلیانوس
آنجلوس سیکلیانوس (یونانی: Άγγελος Σικελιανός؛ ۲۸ مارس ۱۸۸۴ – ۱۹ ژوئن ۱۹۵۱) یک شاعر، نویسنده و نمایش‌نامه‌نویس اهل یونان بود. او بسیاری از نمادهای مذهبی و تاریخ ملی یونان را در غالب شعر سرود که از مهم‌ترین آنها می‌توان به مجنون ماه ، مادر خدا و نطق دلفی اشاره کرد. از برجسته‌ترین نمایش‌نامه‌های او می‌توان به زن غیبگو ، دیدالوس در کرت ، مسیح در روم ، مرگ دیگنس آرکیتاس و آسکلپیوس اشاره کرد.او نخستین شاعر یونانی بود که برای دریافت جایزه نوبل ادبیات در سدهٔ بیستم میلادی (۱۹۴۹) نامزد شد.
سیکلیانوس دفتر اشعارش را در سه جلد در میان سال‌های ۱۹۴۶ تا ۱۹۴۷ تحت عنوان غزل زندگی منتشر کرد.